# Kenny Cunningham
Kenneth Edward "Kenny" Cunningham (Dublin, 28 de junho de 1971) é um ex-futebolista irlandês.
Jogou profissionalmente por dezenove anos, entre 1988 e 2007. Se destacou no Wimbledon, onde atuou entre 1994 e 2002. Jogou também por Millwall, Birmingham City e Sunderland, seu último clube.

## Seleção
Cunningham jogou entre 1994 e 2006 pela Seleção Irlandesa de Futebol, não marcando nenhum gol.
Deixou de jogar por ela após a não-classificação para a Copa do Mundo FIFA de 2006.